# Kurapaty
Kurapaty (bělorusky Курапаты, rusky Куропаты) je místo hromadných poprav běloruských občanů v období Stalinovy velké čistky. V roce 1993 byly Kurapaty zapsány na seznam běloruského národního kulturního dědictví. Počet obětí je utajován a archivy NKVD jsou v Bělorusku nepřístupné. Zveřejněné odhady popravených se pohybují od třiceti tisíc po čtvrt milionu osob. Kurapaty je lesní komplex o rozloze přes deset hektarů, ležící na severním okraji běloruského hlavního města Minsku. Jsou pouze jedním z mnoha míst v Bělorusku, kde NKVD konala masové vraždy tamních civilních občanů. V hrobech leží především obyvatelé západních oblastí Běloruska i tisíce polských důstojníků.

## Historie
Poprvé byly kosti a prostřelené lebky v Kurapaty odhaleny při stavbě silnice Minsk-Zaslavl roku 1957, ale orgány v Minsku přikázaly ve stavbě pokračovat. Před rokem 1988 byly ostatky zavražďených odkryty také při stavbě plynovodu firmou "Belspetsmontazh", ale vedení firmy nařídilo těla znovu pohřbít aniž by se zahájilo policejní vyšetřování. 
V červnu 1988 uveřejnili historikové Zjanon Pazňak a Jauhen Šmyhalev v časopise Літаратура і мастацтва článek „Kurapaty, cesta smrti“, vycházející ze svědectví obyvatel okolních vesnic a z průzkumu odkrytých hromadných hrobů. Vyšlo najevo, že v letech 1937 až 1941 sem každou noc příslušníci NKVD přiváželi nákladními automobily zatčené obyvatele Běloruska, kteří byli postříleni a zahrabáni do písku. Článek, který vyšel už v době perestrojky a koloval ve 30 000 kopiích, je považován za nejvlivnější v běloruské historii 20. století.
Po válce bylo popraviště zalesněno borovicí, vraždy byly utajeny a případné nálezy mrtvých těl byly sovětskými úřady vysvětlovány jako pozůstatky německé okupace. Na základě Pazňakova oznámení zahájila běloruská prokuratura vyšetřování případu. Skutečný počet masových hrobů lze odvodit pouze z terénních poklesů, ale exhumace byla provedena jen v několika lokalitách. Podařilo se nalézt dokumenty prokazující, že k vraždám došlo před napadením SSSR německou armádou. 
29. října 1989 se do Kurapaty vydaly na pouť tisíce lidí a vznikl lidský řetěz v délce několika kilometrů. V čele průvodu byl nesen sedmimetrový kříž, který na místě posvětili zástupci čtyř křesťanských denominací. Stoupenci Běloruské lidové fronty místo pietně upravili a postupně zde bylo vztyčeno množství křížů. Na svátek mrtvých předků zvaný dziady se do lesa vypravují vzpomínková procesí od bývalé budovy NKVD v Minsku. V roce 1993 byly Kurapaty zapsány na seznam běloruského národního kulturního dědictví, o rok později místo navštívil americký prezident Bill Clinton. 
Poslední studie o pohřebišti Kurapaty z roku 1997, kterou vypracovali historici z Národní akademie věd, prokurátoři, KGB a veřejnost, dospěla k jednomyslnému závěru, že popravy byly dílem NKVD. Pro běloruský režim je tento historický poznatek stále choulostivou záležitostí. Archeolog Andrei Myatelsky viděl dopis generální prokuratury prezidentské administrativě s návrhem "nezveřejňovat materiály vyšetřování a neinformovat o nich veřejnost".
Běloruský Lukašenkův režim se pokouší pietní místo zlikvidovat. Od září 2001 do června 2002 zřídili aktivisté na místě stanový tábor, aby zamezili stavbě dálničního obchvatu, který měl pietní místo protnout. V roce 2002 zde přesto byla postavena část dálničního obchvatu Minsku. Vláda se pokouší rozprodat parcely v blízkosti Kurapat. Roku 2012 schválila minská radnice plány na vybudování obchodního a zábavního centra v těsném sousedství pietního místa, proti kterému opoziční aktivisté protestují. V únoru 2017 byly stavební práce zahájeny a stanový tábor odpůrců stavby napadla skupina maskovaných mužů.
Vedoucí běloruského Dobrovolného sdružení pro ochranu historických a kulturních památek Anton Astapovič upozornil, že výstavba obchodního centra je v rozporu se zákonem o ochraně historického a kulturního dědictví. Astapovič již zaslal stížnosti KGB a Hlavní stavební expertní agentuře. Zpochybnil legitimitu současného projektu a vyslovil podezření na korupci.
Odhalení pravdy o Kurapatech bylo patrně nejvýznamnějším činem demokratické opozice Běloruska před nástupem Lukašenka. Hroby obětí a kříže umístěné v Kurapatech i různé památníky, jako lavička Billa Clintona nebo památník věnovaný vládou USA (From the people of the United States to the people of Belarus for memory), jsou od druhé poloviny 90. let pravidelně vandalizovány. Policie viníky nestíhá a soud vandalství posuzuje pouze jako "chuligánství" a viníky amnestuje. Většina ze 142 on-line linků v běloruském článku Курапаты ve Wikipedii je patrně obětí cenzury a nejsou funkční. Od 4. dubna 2019 začala vláda na osobní příkaz prezidenta Alexandra Lukašenka kříže odstraňovat. Odstranila nejdříve cca 150 vysokých kovových a dřevěných křížů. V Minsku se konala 7. 4. 2019 jedna z několika mší za popravené politické vězně a navrácení křížů. Dne 13. 4. 2019 se na křižovatce všech tří cest začala stavět kovová zvonice, jejíž návrh vzešel z veřejné soutěže.
Památník byl znovu vandalizován v květnu 2023. Z rozsahu škod (zničeny téměř všechny dřevěné kříže se jmény popravených, směrovky k místům hromadných hrobů, umístěné ve výši 3-4 m, odstřiženy kovové podpěry i kovová tabule s nápisem Haysa Memorial) je zřejmé, že nešlo o dílo chuligánů. S památníkem dlouhodobě nesouhlasí pro-Lukašenkovská městská rada v Mazalu.

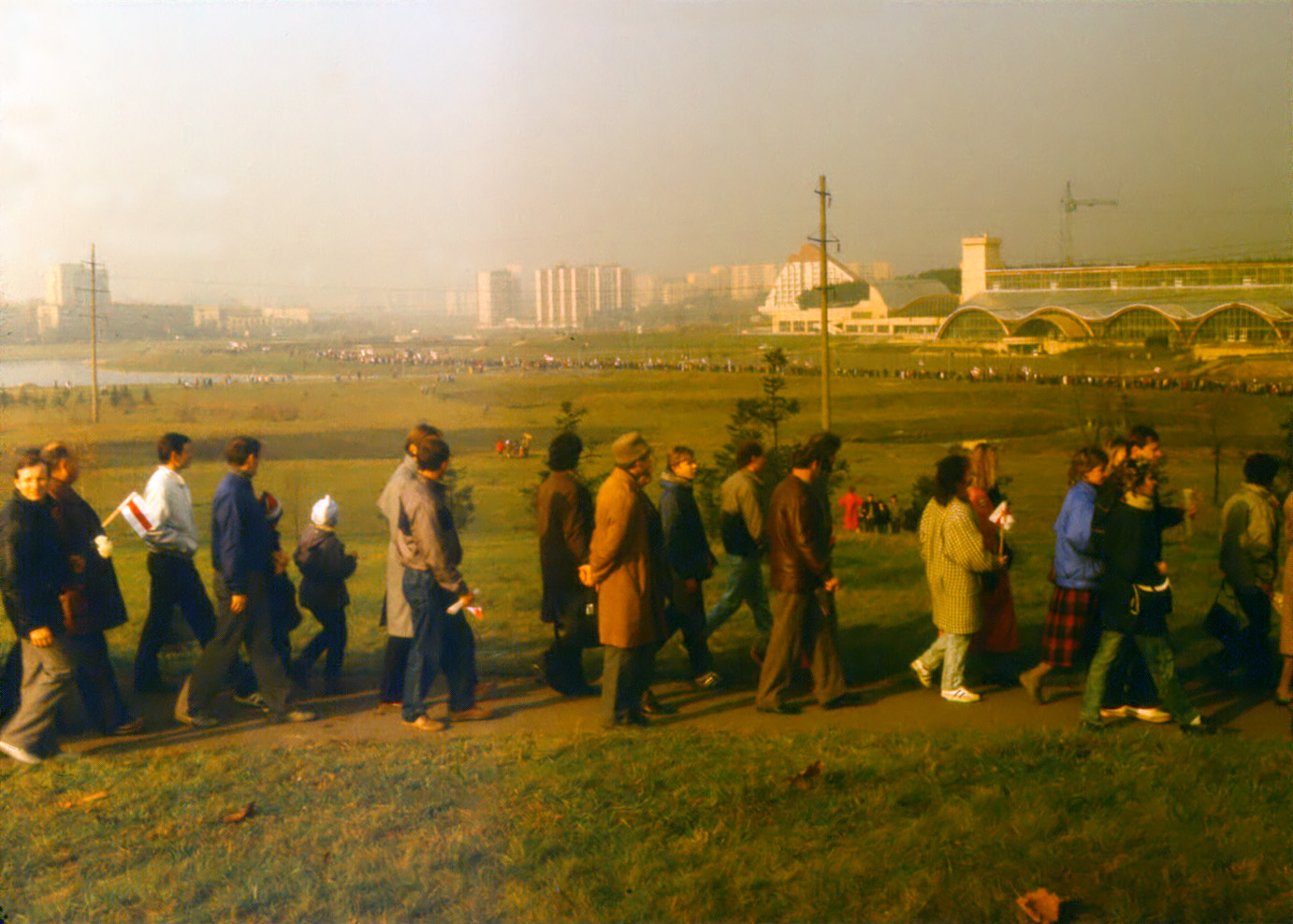
Kurapaty 1989, lidský řetěz
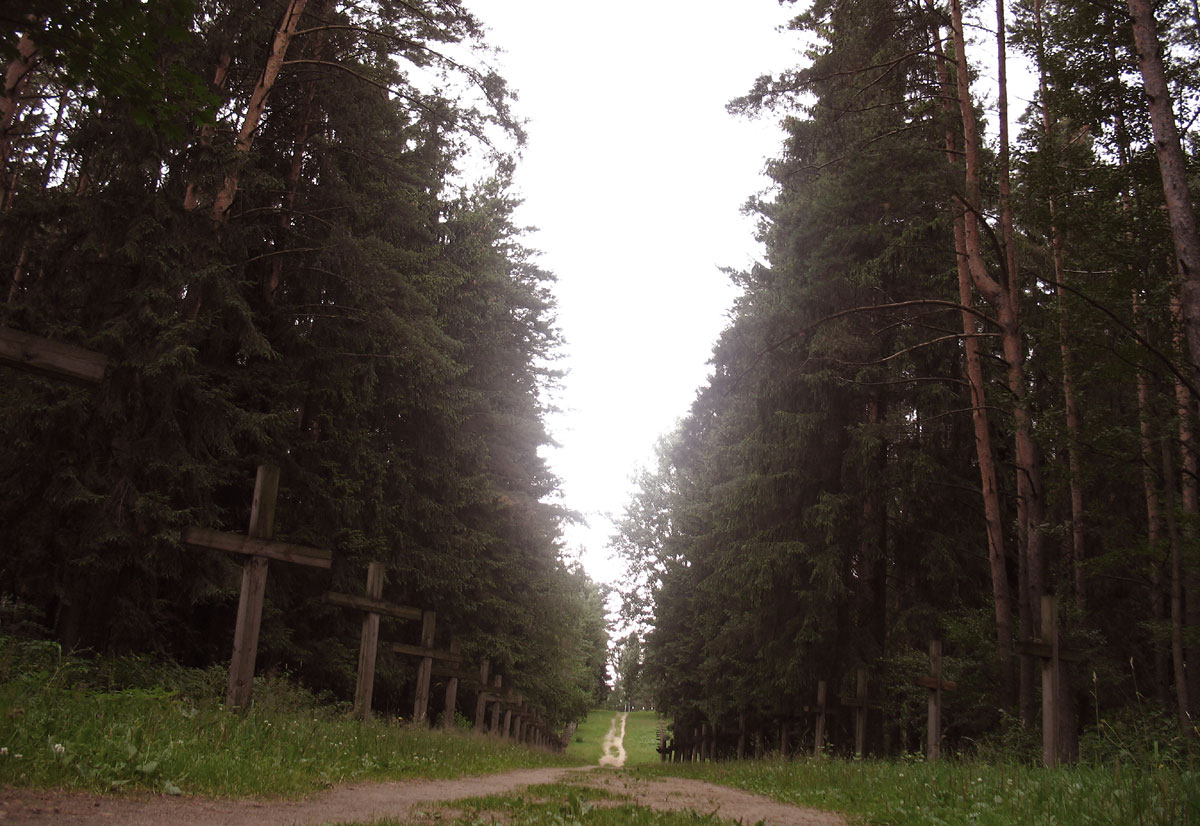
kříže označující místo masových poprav v Kurapaty
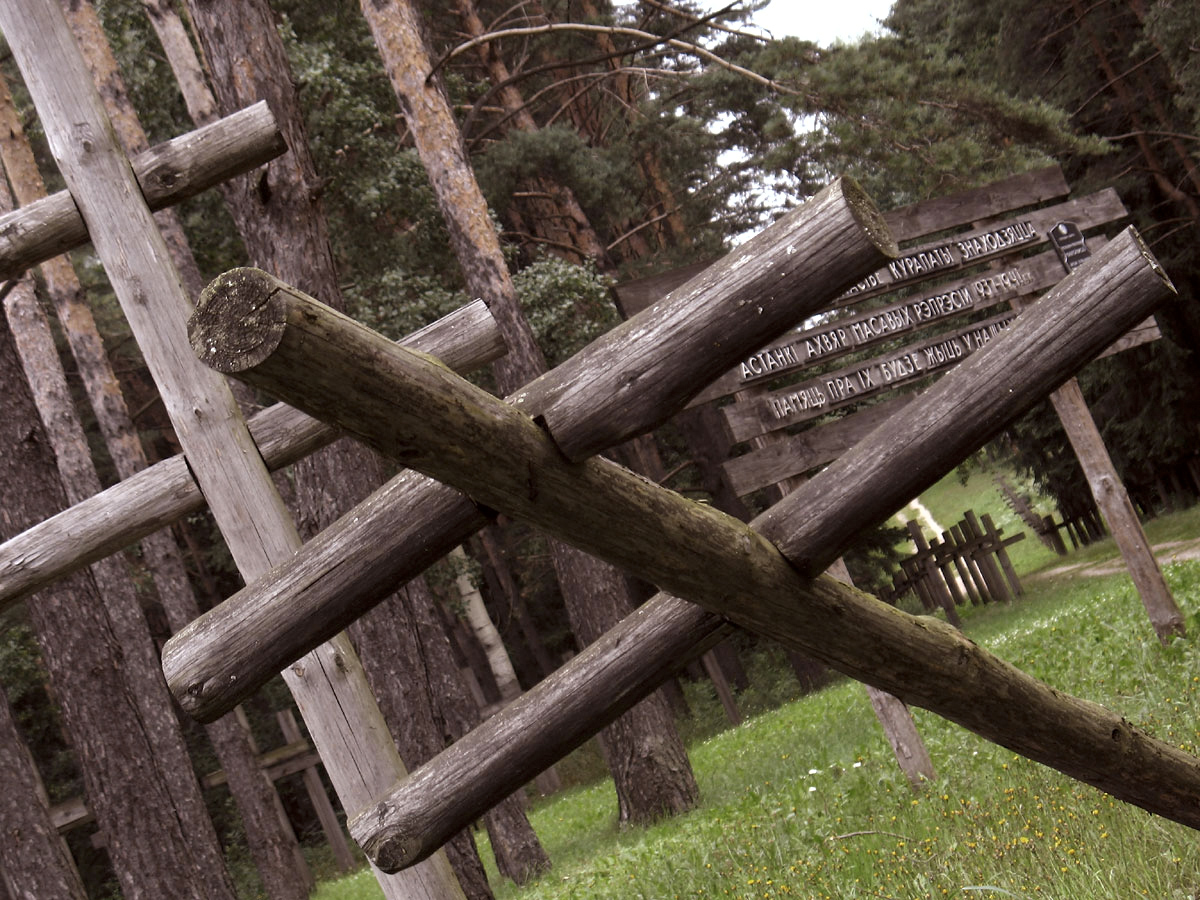
Kurapaty- symbolicky nahnutý kříž
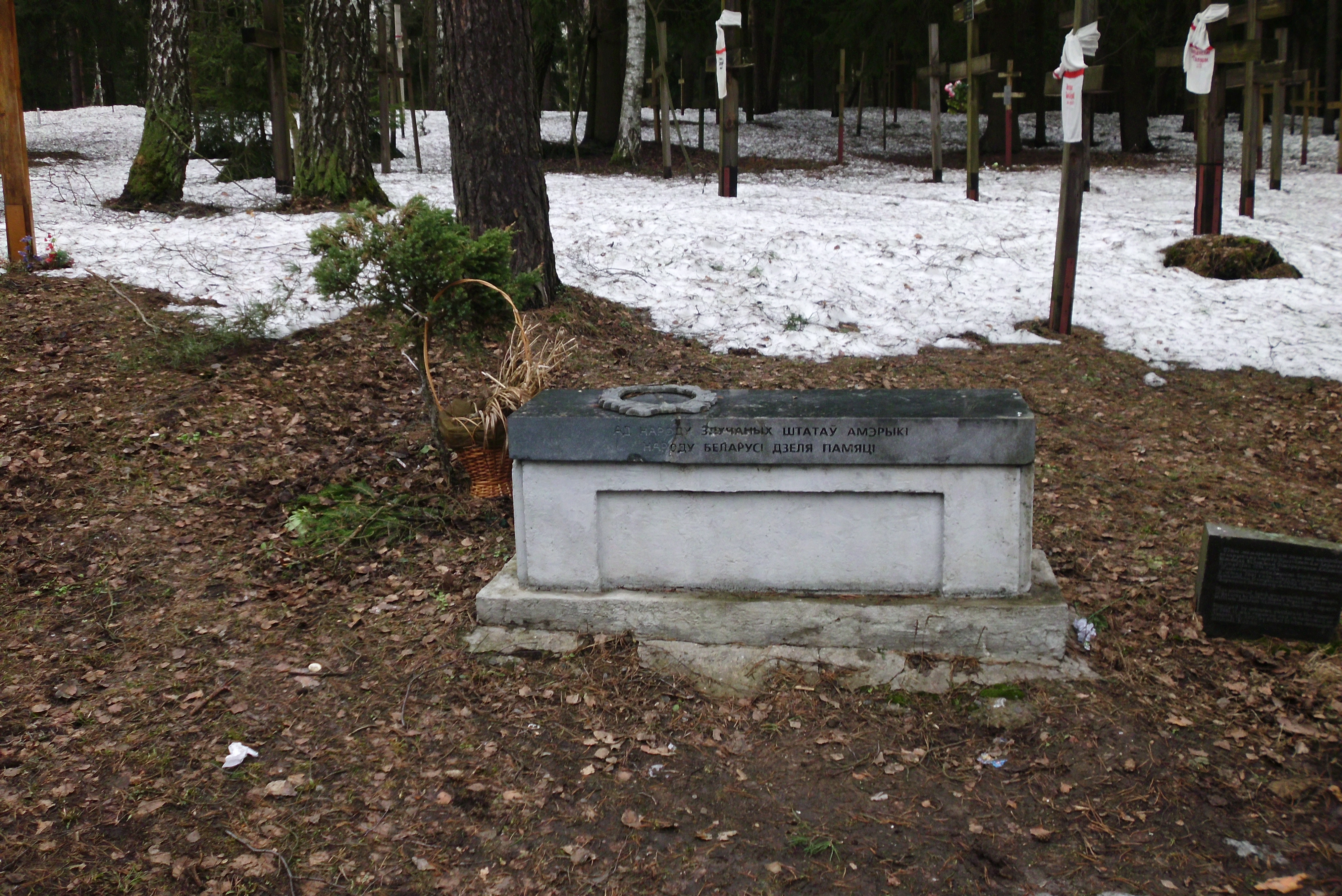
Lavička věnovaná Spojenými státy, 2013
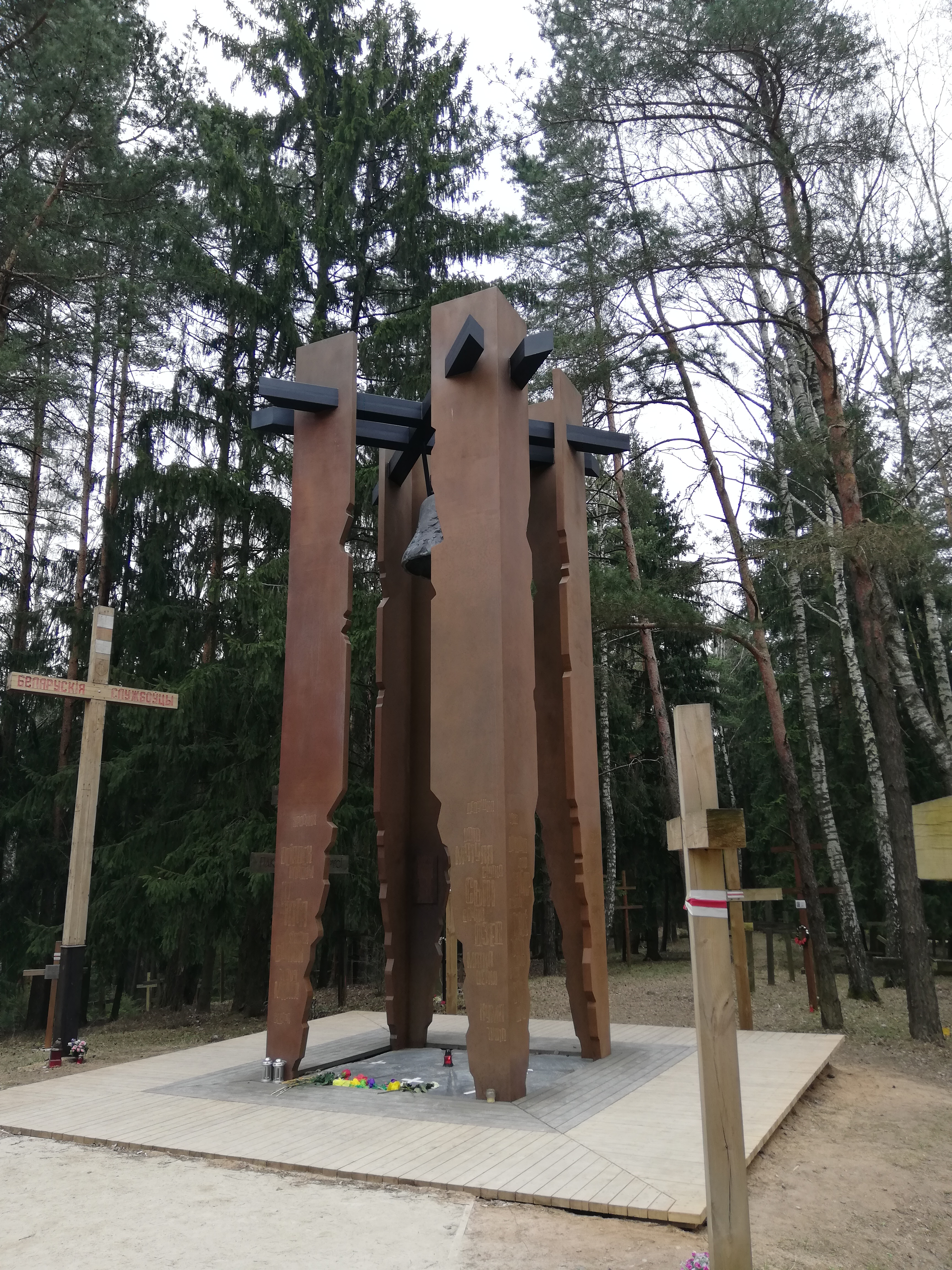
Zvonice - nový památník z roku 2019

## Virtuální muzeum sovětských represí v Bělorusku
ВІРТУАЛЬНЫ МУЗЕЙ САВЕЦКІХ РЭПРЭСІЙ У БЕЛАРУСІ je nekomerční projekt orální historie historiků a dalších vědců z Běloruska. Vznikl jako virtuální muzeum a zabývá se sovětskými represemi v Bělorusku. 
V roce 2007 zahájila běloruská strana Křesťanská demokracie kampaň s názvem "Pokání". V rámci kampaně se začala setkávat s bývalými vězni táborů, zaznamenávat jejich vzpomínky a shromažďovat materiály na téma represe. Virtuální muzeum, které zachycuje část běloruských dějin, která je většinou vyloučena ze současné běloruské oficiální historiografie, vzniklo roku 2014. Partnery projektu jsou Konrad Adenauer Foundation a the Belarusian Oral History Archive project.
Projekt analyzuje mýty sovětské propagandy a podává chronologii represí v Bělorusku. Ty začaly s bolševickou revolucí roku 1917 a potlačením protibolševické opozice. Od 20. do poloviny 30. let se režim vypořádal s církví, inteligencí a zavedl násilnou kolektivizaci zemědělství aby eliminoval "kulaky" jako třídu. Řadu lidí popravil nebo vyhnal ze země. Nejhorší období se datuje od rezoluce politbyra běloruské komunistické strany o "Antisovětských elementech" vydané roku 1937, kterým začaly masové popravy prováděné NKVD a tisíce lidí byly odsouzeny k dlouhým trestům v pracovních lágrech. Roku 1937 byli jako "špioni" pozatýkáni etničtí Poláci v Bělorusku a 14 034 jich bylo popraveno. Roku 1938 stihl podobný osud etnické Litevce.
Čistky v řadách inteligence pokračovaly nepřetržitě od roku 1922 pro podezření ze sympatií s národní demokracií. Roku 1930 bylo v procesu s "Unií pro osvobození Běloruska" zatčeno 108 osob a 89 falešně obviněno a odsouzeno. Ti, kteří byli osvobozeni, byli znovu zatčeni roku 1937. V letech 1931-1932 bylo zatčeno a uvězněno 800 lidí z různých zemědělských výzkumných ústavů (Lidový komisariát zemědělství BSSR, Výzkumný zemědělský ústav, Vitebský veterinární ústav). NKVD označila za kontrarevoluční organizace "Unii rolníků" nebo "Běloruské národní centrum" a v letech 1932-1933 v inscenovaných procesech dostalo tresty několik desítek lidí z vědeckých ústavů, z toho 26 rozsudků smrti a desítky dalších skončily v pracovních lágrech. Více než 100 běloruských spisovatelů bylo vězněno, někteří popraveni. V letech 1937-1938 bylo uvězněno 2 570 příslušníků inteligence během akce proti "protisovětskému podzemnímu hnutí v BSSR". V letech 1936-1941 se represe dotkly téměř 45 000 důstojníků Rudé armády, z toho 279 bylo uvězněno v Bělorusku. Podrobně se represemi proti běloruským intelektuálům zabývá Vasilevskaja V noci z 29.-30. října 1937 popravila NKVD v minském vězení více než 100 příslušníků běloruské inteligence.
Při tažení režimu proti církvi bylo z celkem 4 016 církevních činitelů 560 popraveno a 2 289 posláno do pracovních lágrů. Z původních 1445 pravoslavných kostelů, 704 synagog a dalších 148 kostelů a kaplí zbyly roku 1938 pouze dva kostely. Vybavení kostelů včetně zvonů bylo konfiskováno a mnohé byly přeměněny na venkovské schůzovní místnosti nebo sýpky. Do roku 1939 byla uzavřena většina katolických kostelů a ve zbývajících chyběli kněží. Do konce 30. let bylo zlikvidováno všech 89 společenství protestantských církví. Židovské synagogy byly uzavřeny a jejich majetek uloupen, hebrejština byla zakázána. Tzv. Běloruská autokefální církev byla kompletně zlikvidována jako "špionážní a kontrarevoluční organizace".
Represe národnostních menšin začala ihned po ustavení sovětské moci. Roku 1923 zřídil lidový komisariát speciální komisi “Асобая камісія па чыстцы транспарту ад усялякага падазронага элемента і агентаў польскай, латвійскай, літоўскай, румынскай і фінскай нацыянальнасцяў”, která okamžitě propustila občany jiné než běloruské národnosti ze zaměstnání. V letech 1929-1931 bylo ze západní hraniční zóny vyhnáno 1360 polských rodin. V nejhorších dobách stalinských čistek v letech 1937-1938 byly v operacích proti Němcům, Polákům a Litevcům pozatýkány tisíce lidí a 18 684 z nich dostalo doživotní tresty vězení. S anexí západního Běloruska v září roku 1939 docházelo k masovým deportacím  národnostních menšin, které probíhaly až do roku 1941.
Prvním represivním orgánem který bolševici zřídili pro boj s kontrarevolucí, byla Čeka. Její pravomoci byly roku 1922 přerneseny na součást NKVD, tzv. Lidový komisariát pro interní záležitosti (GPU) a později se vyčlenila jako OGPU, podřízená přímo Všesvazovému výboru lidových komisařů Ruské sovětské federativní socialistické republiky. Mezi lety 1921-1929 uvěznily orgány Čeka-GPU-OGPU více než 1 milion občanů. 10. července 1934 byl usnesením ÚV KSSS zřízen Všesvazový lidový komisariát vnitřních věcí NKVD SSSR. Součástí NKVD bylo také Hlavní ředitelství nápravně pracovních táborů a osad (Gulag). Ve svazových republikách byla vytvořena republiková NKVD. S vytvořením NKVD SSSR byl zorganizován zvláštní orgán, který dostal právo bez soudu "administrativně deportovat, uvěznit v pracovních táborech až na pět let a deportovat mimo SSSR".
Vojenská rada Nejvyššího soudu SSSR a vojenské tribunály, které soudily nejtěžší zločiny proti státu, prováděly soudní praxi v uvedených případech pod přímým dohledem nejvyšších rozhodovacích orgánů, tj. předem byly vypracovány seznamy odsouzených s již určeným trestem, které byly schváleny direktivně shora. V letech 1937-38 soudruh Stalin schválil 383 takových seznamů sestavených NKVD pro 44 465 odpovědných stranických, sovětských, komsomolských, vojenských a hospodářských pracovníků. Naprostá většina z nich byla odsouzena k trestu smrti. V letech 1937-1938 fungoval mimosoudní orgán NKVD - tzv. Trojka, v případě Poláků tzv. Dvojka, který ve zkráceném řízení rozhodoval o trestech smrti nebo deportaci do Gulagu na 8-10 let. V rámci tzv. "Operace na potlačení příslušníků polské vojenské organizace v SSSR" se na seznamy dostalo 106 666 Poláků, z nichž 84 471 dostalo trest smrti.
Deportace intelektuálů zahájil Lenin již roku 1922 a ustanovil zvláštní Komisi pro vyhoštění při NKVD. Od roku 1924 měl ODPU právo vyhostit podle vlastního uvážení až na tři roky společensky nebezpečné osoby z míst, kde žily, se zákazem dalšího pobytu v těchto, ale i v řadě dalších oblastí, nebo je vyhostit do určitých oblastí pod přísným dohledem místního DPU. V určitých případech stanovil vyhoštění mimo SSSR. Deportace probíhaly také během násilné kolektivizace v letech 1929-1932. Na dubnovém plénu ÚVKS Běloruska roku 1930 bylo konstatováno, že mimo BSSR bylo deportováno asi 40 000 lidí. Během další vlny boje proti "kulakům" roku 1931 bylo z BSSR deportováno více než 100 000 rolníků na Ural, Sibiř a do Kazachstánu. Tato operace byla dokončena až po válce roku 1952, kdy stát deportoval dalších 4 223 rolníků a členů jejich rodin. Další vlna masového vystěhovávání začala připojením západního Běloruska k BSSR v září 1939. V důsledku nuceného přesídlení bylo v tomto období ze západních oblastí BSSR vyhnáno asi 100 tisíc lidí. Uprchlíci, kteří se v roce 1939 ocitli v západním Bělorusku, především Židé, kteří zde hledali útočiště před nacistickou okupací, byli během zvláštní operace roku 1940 deportováni do vzdálených oblastí SSSR. Po válce režim posílal do vnitřního exilu v odlehlých oblastech SSSR zejména disidenty.
První koncentrační tábory byly zřízeny pro zajatce z 1. světové války. Bolševická koncepce výchovného působení, jejímž základem byla výrobní práce vedla k dalšímu rozvoji tohoto typu vězeňských zařízení. Dogmata ideologie a chronický nedostatek státních prostředků zároveň diktovaly hlavní organizační úkol - místa výkonu trestu odnětí svobody měla být soběstačná. Velké pracovní tábory, které patřily do systému ODPU SSSR, bylo nařízeno zřizovat v odlehlých a řídce osídlených oblastech a zároveň rozšiřovat stávající tábory. Počátkem roku 1935 byla všechna místa výkonu trestu odnětí svobody v SSSR soustředěna pod správu jednoho lidového komisariátu - NKVD. Běžnou praxí a přípustnou metodou výslechu bylo fyzické mučení, které Stalin schválil roku 1939. V BSSR existovalo 33 vyšetřovacích a zadržovacích věznic s limitem 16 945 míst, v nichž bylo do 10. června 1941 umístěno 26 237 vězňů. Po vypuknutí války byli vězni eskortováni pěšky do vnitrozemí SSSR. Podle oficiálních statistik se GULAG k 1. březnu 1940 skládal z 53 táborů, 425 nápravně pracovních kolonií a 50 kolonií pro mladistvé a bylo v něm vězněno 1 668 200 lidí, v roce 1941 už 2,3 mil. lidí. 
V Minsku byl první pracovní tábor zřízen roku 1920. V roce 1941 bylo v Bělorusku 24 nápravně pracovních kolonií, z toho 3 zemědělské, 7 průmyslových, ostatní byly speciální stavební. V roce 1941 v nich bylo 8544 vězňů. Kromě toho existovaly 4 pracovní kolonie pro mladistvé s limitem 350-400 osob v každé z nich. V době masivního zatýkání v letech 1937-1938 byla většina odsouzených odesílána do vzdálených oblastí SSSR po trasách Vitebsk-Leningrad-Petrozavodsk; Vitebsk-Vologda-Archangelsk; Minsk-Moskva-Vladimir-Kirov-Syktyvkar; Mogilev-Bryansk-Voroněž-Kuibyšev; Gomel-Černigov-Zaporoží; Minsk-Moskva-Omsk-Novosibirsk-Krasnojarsk-Norilsk; Minsk-Moskva-Čita-Jakutsk-Magadan-Kolyma atd. Počty takto potrestaných už nelze zjistit.
Na konci války bylo v Bělorusku 31 věznic s kapacitou 12 027 osob. Po odsouzení byli vězni umisťováni do pracovních táborů mimo Bělorusko (SIBLAG, Sevvostlag a další). Vězeňský systém SSSR řešil zejména výrobní problémy a ještě v 60. letech si v pracovních koloniích odpykávalo trest 99,7 % odsouzených k trestu odnětí svobody. V 70. a 80. letech byli umisťováni do tzv. politických zón: zvláštních nápravných kolonií nebo do věznic, kde byly síťové sbory se zvýšeným dohledem, zejména disidenti a bojovníci za lidská práva.
Důležité místo v systému boje proti opozici v SSSR zaujímala soudní psychiatrie. Za autoritářského režimu byly nestandardní názory, hodnocení, kritika vlády hodnoceny jako duševní anomálie. Politické zneužívání psychiatrie se stalo častější ve 30. letech 20. století. První vězeňská (speciální) nemocnice v SSSR, Kazaňská vězeňská psychiatrická nemocnice NKVD SSSR, byla využívána k politickým účelům. Psychiatrické nemocnice vznikaly ve 30. letech 20. století z iniciativy A. Vyšinského. Zvláštní místo v represivním systému získala kriminální psychiatrie v 60.-80. letech 20. století, kdy boj proti disentu získal charakter individuálního pronásledování jednotlivých členů ze strany KGB. V roce 1966 byla vybudována speciální psychiatrická nemocnice v Minsku. Obětí kriminální psychiatrie se v Bělorusku od konce 60. let stal běloruský disident Michas Kukabaka a také lidskoprávní aktivisté, například publicista a historik Anatol Sidarevič, literární kritik a kosmolog Vjačeslav Zajcev, básník a lékař Ales Navrocký, vedoucí minského lékařského institutu U. Mirončyk.
NKVD měla stanoveny normy na počet zadržených a byla povzbuzována tyto normy "stachanovsky" překračovat. K přiznání byli lidé nuceni často krutým mučením. Také stalinští kati se chytili do pasti režimu a použili proti nim stejné metody, jaké kdysi použili oni. Všichni náčelníci "Státní bezpečnosti" BSSR v období 1918-1941 (15 osob) nezemřeli přirozenou smrtí, ale byli odsouzeni k trestu smrti a zastřeleni. S Běloruskem byli spjati první náměstek lidového komisaře vnitra SSSR Agranov, předseda GPU BSSR Rapaport, lidový komisař vnitra BSSR Zakovský, náměstek lidového komisaře NKVD SSSR Leplevskij. Všichni byli zastřeleni v roce 1938. V únoru 1940 byl popraven lidový komisař vnitra SSSR Ježov a předseda GPU BSSR Redens.

## Oběti sovětského režimu v Bělorusku
Podle odhadu historiků bylo v letech 1917-1957 v Bělorusku postiženo různými represemi 600 000 až 1 500 000 lidí. Z toho bylo 35 868 odsouzeno k smrti za "kontrarevoluční zločiny", uvězněno bylo z etnických důvodů 23 439 občanů jiné národnosti, především Poláků. Při akci proti "kulakům" bylo k nejvyššímu trestu odsouzeno 386 798 rolníků. Represe byly namířeny také k potlačení běloruského jazyka a inteligence - Unie spisovatelů ztratila polovinu členů, Běloruská akademie věd prakticky zanikla.
K masovým popravám docházelo na 20 místech v Minsku a 120 místech v celém Bělorusku - kromě Kurapaty byly takovými místy též Bobrujsk, Borisov, Vitebsk, Gomel, Mogilev, Mozyr, Orša, Polock, Sluck, Cherven. 

### Teror NKVD v Bělorusku

#### Chajsy (Vitebská oblast)
Toto místo masových poprav bylo odkryto až roku 2014. Běloruský režim pohřbil mrtvé na jiném místě a označil je jako oběti války. Způsob popravy kulkou do týla i svědectví místních pamětníků roku 1938 dosvědčuje, že vraždy má na svědomí NKVD.

#### Orša (Vitebská oblast)
V Orše měla NKVD věznici, kde popravila 1874 lidí. Jejich osudy zpracoval historik Dmitry Drozd.

#### Park Čeljuskincev
Park byl až do začátku války spravovaný tajnou ruskou policií OGPU (Объединённое государственное политическое управление). V letech 1937-1941 a v době ústupu sovětské armády z Minsku zde byli popravováni vězni z minské věznice NKVD. Je zde pohřbeno také asi 10 000 vojáků a civilistů z doby druhé světové války.

#### Lošickij Jar
Podle odhadů zde NKVD zavraždila kolem 10 000 lidí. V 80. letech, když se o toto místo začala zajímat veřejnost, zde byly postaveny garáže, aby nebylo možné oběti exhumovat. 

#### Minská observatoř
Observatoř je postavena na místě starého hřbitova, který zde existoval až do 90. let. Za sovětského režimu ve 20. a 30. letech byli na hřbitově popravováni lidé.

#### Stanice metra "Uručje"
Stanice je v místě starého hřbitova, kde ve 20.-30. letech důstojníci NKVD konali masové popravy.

#### Dača Lavrentije Canova
Lavrentij Fomič Canov byl blízkým přítelem Lavrentije Beriji a v Bělorusku vykonával neomezenou moc jako velitel NKVD po 14 let. Na chatě zneužíval mladé dívky, které pro něj unášela jeho garda. Jeho chata byla také místem brutální vraždy rusko-židovského režiséra Solomona Michoelse a jeho přítele. Roku 1953 ho Berija za vraždu udal a Canov ve vězení Butyrka údajně spáchal sebevraždu.

#### Masjukovščina
Masjukovščina (nyní Minská aréna) bylo původně místo poprav NKVD, za války německý koncentrační tábor a místo masových poprav Židů, po válce koncentrační tábor pro německé zajatce. Hroby zde tvoří několik vrstev těl.

#### Minské kino Aurora
Kino stojí na místě, kde ministr železnic Lazar Kaganovič nechal popravit a pohřbít železniční dělníky, kteří odmítli vypravit vlaky s odsouzenými do sibiřských lágrů sítě Gulag. Kaganovič nechával popravit i výpravčí nebo posádky vlaků pouze za zpoždění.

#### Trostěnec
Jde o německý koncentrační tábor, kde bylo zabito nejvíce vězňů na území SSSR a byl čtvrtým největším vyhlazovacím táborem vůbec. Před válkou operovala na stejném místě NKVD, která na kvapném ústupu zmasakrovala tamní vězně.